# Челеби, Фаик
Фаик Челеби (азерб. Çələbiyev Faiq İbrahim oğlu; (1948—2020)) — музыкант-тарист, ученый-музыковед, доктор искусствоведения, ведущий научный сотрудник сектора фольклора Российского института истории искусств, профессор Российского государственного педагогического университета им. А. И. Герцена, видный член азербайджанской диаспоры России. С 1985 года жил и работал в Санкт-Петербурге.

## Биография
Родился 16 апреля 1948 года в городе Нухе (Шеки) Азербайджанской ССР. В 1980 году окончил Музучилище им. Асефа Зейналлы и в 1985 году Азербайджанскую государственную консерваторию им. Узеира Гаджибекова по классу тара. В 1985 году поступил в аспирантуру Российского института истории искусств в Ленинграде.
После окончания аспирантуры остался в Ленинграде и продолжал заниматься наукой в РИИИ стал преподавать на кафедре этнокультурологии Российского государственного педагогического университета.
В 1999 году защитил кандидатскую диссертацию на тему «Азербайджанские ренги: проблемы музыкальной формы», а в 2009 году — докторскую — «Морфология даскяха».
Область его научных интересов — азербайджанское мугамное искусство. Фаик Челеби — автор многих искусствоведческих публикаций в петербургских, московских, бакинских и зарубежных изданиях.